# Lucrecia (cantante)
Lucrecia Pérez Sáez, conocida artísticamente como Lucrecia (La Habana, Cuba, 15 de marzo de 1967), es una cantante, actriz y presentadora de televisión cubana afincada en la ciudad de Sitges (España) desde 1993.

## Trayectoria artística
Supo desde niña que su vida estaba marcada por el sonido de su tierra. Comenzó sus estudios de piano y se acabó licenciando en música en la especialidad de piano en el Instituto Superior de Arte de Cuba. Recibió clases de canto con la compositora del musicalmente con grandes maestros como Celia Cruz, Paquito D'Rivera, Chano Domínguez, Wyclef Jean, Patato Valdés, Carel Kraayenhof, Willy Chirino, Chavela Vargas, Lluis Llach, Gilberto Gil, Israel López “Cachao”, Andy García, Carlos Jean, entre otros.
La artista ha compaginado su faceta musical con la televisión. Ha intervenido en programas de gran éxito en España. Presentadora de Televisión del exitoso programa infantil de Televisión Española Los Lunnis entre 2003 y 2008 y desde 2016.
Entre estas colaboraciones cabe destacar la del álbum Cachao: The last mambo galardonado en los Premios Grammy Latinos en 2011 (Grammy 2012). Homenaje póstumo a Israel López, Cachao contiene un memorable concierto grabado en vivo en Miami en septiembre de 2007, con motivo de los 80 años de carrera musical del gran maestro. Producido por Eventus.
Lucrecia también ha demostrado su faceta como escritora. En 2004, se estrenó como escritora de cuentos infantiles con Besitos de chocolate (Cuentos de mi infancia), a los que han seguido dos libros más de la misma colección: El valle de la ternura (2005) y Todos los colores del mundo (2008) en colaboración con Los Lunnis. Continuando esta trayectoria paralela Infantil Lucrecia ha editado su disco y video  "La Casita de Lucrecia".
Artista versátil (es cantante, pianista, compositora, actriz, presentadora y escritora), Lucrecia se caracteriza por su intensa energía en escena, junto a su personal musicalidad en sus interpretaciones de boleros y sones. En junio de 2012 comenzó la gira Eternamente Cuba.
Aparece como uno de los personajes protagonistas en el libro Placeres compartidos, de Carlos Villarrubia, publicado por Ediciones Dédalo en 2017. Lucrecia ha musicado varios textos de Carlos Villarrubia como Estrella de mar o Tú eres la guinda.

## Filmografía
| Películas | Películas                                        | Películas | Películas        |
| Año       | Título                                           | Personaje | Notas            |
| --------- | ------------------------------------------------ | --------- | ---------------- |
| 1995      | Pareja de tres                                   | Cantante  | Papel menor      |
| 1999      | Segunda piel                                     | Cantante  | Papel menor      |
| 1999      | Ataque verbal                                    | Cari      | Papel secundario |
| 2004      | P3K: Pinocho 3000                                | Cyberina  | Papel de voz     |
| 2008      | Pérez, el ratoncito de tus sueños 2              | Lola      | Papel de voz     |
| 2015      | La verdad                                        | Amante    | Cortometraje     |
| 2017      | Sabates grosses                                  | Cantante  | Papel secundario |
| 2019      | La gran aventura de Los Lunnis y el libro mágico | Lucrecia  | Papel principal  |

### Series de televisión
| Series de televisión | Series de televisión    | Series de televisión | Series de televisión |
| Año                  | Título                  | Personaje            | Notas                |
| -------------------- | ----------------------- | -------------------- | -------------------- |
| 1999                 | La memòria dels Cargols | Cantante             | 1 episodio           |
| 2001                 | El comisario            | Gracia               | 1 episodio           |
| 2001                 | Plats bruts             | Lucrecia             | 1 episodio           |

### Programas de televisión
| Programas de televisión | Programas de televisión | Programas de televisión | Programas de televisión |
| Año                     | Título                  | Cadena                  | Notas                   |
| ----------------------- | ----------------------- | ----------------------- | ----------------------- |
| 2001                    | Lluvia de estrellas     | TVE                     | Jurado                  |
| 2001-2002               | Menudas estrellas       | Antena 3                | Jurado                  |
| 2003-2008               | Los Lunnis              | TVE                     | Presentadora            |
| 2014                    | Contigo aprendí boleros | CMMedia                 | Jurado                  |
| 2015-2016               | Trencadís               | 8tv                     | Colaboradora            |
| 2016                    | Divendres               | TV3                     | Colaboradora            |
| 2016-¿?                 | Lunnis de leyenda       | Clan                    | Presentadora            |

## Discografía
Fuente:

### Álbumes
- 1994: "Me debes un beso"
- 1996: "Mis boleros"
- 1996: "Prohibido"
- 1997: "Pronósticos"
- 1999: "Cubáname"
- 2002: "Agua"
- 2006: "Mira las luces"
- 2010: "Álbum de Cuba"
- 2014: "Grandes de Cuba"
- 2021: "De mil maneras"
- 2022: "Lucrecia canta a Machín"

### Sencillos
- 2016: "Na Na Hey Hey Hey"
- 2016: "La vida es un carnaval"

## Libros
- Cuentos de mi infancia
- El valle de la ternura
- Todos los colores del mundo
- La Casita de Lucrecia

## Premios y nominaciones
- Premio de la Música al "Mejor Tema Dance y Hip hop", de la SGAE, en la edición del 2003 por la canción Mi gente del disco Agua.
- Tres premios TP de Oro por el programa Los Lunnis de TVE.
- Premio Micrófono de Oro del Programa Protagonistas de Luis del Olmo.
- Nominación a los Oscars 2003 por la película Documental de TV3 "Balseros".
- Nominación a los premios Emmy por su entrevista en el Programa "Hablando con las Estrellas" de la cadena de Televisión Mega Latina en Miami.
- Nominación premios Grammy Latinos 2010. En la categoría Mejor álbum de música tropical. por el disco Álbum de Cuba junto a Celia.
- Ganadora de los Premios Latin Grammy 2011 y Grammy americanos 2012 por su participación en el álbum "The last mambo". Homenaje al contrabajista y creador del Mambo Israel López "Cachao". Interpreta el tema Dos dardenias.